# 适用技术
适用技术（英語：appropriate technology，或譯為「適切科技」）是一个意识形态的运动，原来被称为中间技术。适用技术在不同的领域有不同的微妙定义，但是它们基本上都指一些小规模的、劳动密集型的、高能效的、环境友好的、本地控制的技术。定语“中间的”表示，在不考虑社会政治因素的情况下，相对于最先进的技术来说，这类技术在技术方面是比较低级的，但是又比传统的技术多了一些现代化的因素。
资本密集型技术从工业化国家向发展中国家转移的过程中，会带来许多严重的困境。而适用技术作为后发工业化国家避免资本密集型技术的替代方案之一，有时就被宣传为“以人为本”的典型。对于第三世界的这些国家来说，“适用的”技术能够解决农村人口的脱贫问题，避免依赖西方发展模式的科学技术。

## 定義
適切科技被定義為透過滿足人類需求來增強人類成就感的任何物體、過程、想法或實踐。當一項技術與當地文化和經濟條件（即經濟的人力、物質和文化資源）相容，並利用當地可用的材料和能源資源，且工具和流程由當地居民維護和操作控制時，該技術即被視為適切科技。因此，當技術與其使用所在社會的文化、社會、經濟和政治制度一致時，它就被認為是「適切的」。 Abubakar N. Abdullalli 認為，適當的技術應該是自我維持的，盡量減少對文化的干擾，並應確保科技與當地居民的福祉相關。 適切科技代表著創新的社會和文化轉變。適切科技的本質是：一項技術的實用性或價值必須由其所使用的社會、文化、經濟和政治環境來鞏固。大多數在發展中國家工作的團體傾向於將適用技術視為滿足被基本上排除在發展過程之外的數億人的基本需求的主要工具。

## 背景
印度的精神领袖甘地往往被认为是适用技术运动之父，但是甘地本人并没有为这一概念命名。甘地提倡小型的、本地的、主要基于乡村的技术，以帮助印度的乡村自力更生。他反对那些仅仅使极少数人得益的技术，因为其后果是纵容企业以大多数人失业为代价来获取利润。甘地在1925年建立了“全印度纺织工人联合会”（All-India Spinners Association），并在1935年组建“全印度乡村工业联合会”（All-India Village Industries Association）。这两个组织都关注那些基于乡村的技术，与日后的适用技术运动相当接近。最早提出“中间技术”一词的经济学家恩斯特·弗里德里希·舒马赫，正是在对印度和缅甸等发展中国家的研究过程中，逐渐明晰了适用技术的基本原则。
雷迪（A. K. N. Reddy）指出，以印度为例，适用技术的开发必须基于下述事实：80%的人住在农村，60%的人平均每天支出低于1印度卢比，0.2亿人失业，2亿人半失业（不充分就业）。他为适用技术给出的目标是：在农村地区创造就业，使小生产单元在农村散布，生产各种各样的廉价商品。为此，适用技术应当具有十个倾向：
1. 少依赖资本，多增加就业；
2. 小规模，例如村舍级别的；
3. 生产大众消费品，而不是私人奢侈品；
4. 对技能要求低，或者修改自传统技艺；
5. 多使用本地原料（例如棕毛、竹子、甘蔗渣）；
6. 节能；
7. 采用阳光、风力、沼气等本地可获得的能源，因为农村往往缺乏输电线等基础设施；
8. 在分散的小型工厂里面生产出大量产品，用到的设备不需要复杂的控制或精巧的维修；
9. 与农村形成互相支持的共生关系，而不是破坏或依赖的寄生关系；
10. 基于理性的持久利用，而不是任意蹂躏环境。

中国的毛泽东时代曾经在人民公社实施过类似于适用技术的发展政策，但是根本思路上与改良主义的乡村建设派并不相同。毛泽东在《论十大关系》之后，于1958年提出了一整套“两条腿走路”的方针，包括工业和农业并举、重工业和轻工业并举等思想。同时，红军游击队内部的劳动密集型的小型流动生产单位，也贡献了相应的经验。

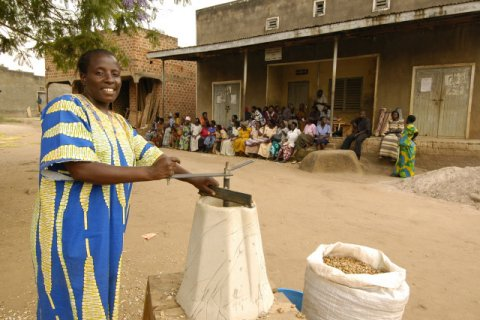
乌干达使用的通用花生剥壳机，就是适用技术的一个例子。

在世界范围内，许多国际机构和政府部门充当过适用技术的主要支持者。例如，美洲開發銀行在1976年创办了“中间技术应用委员会”（Committee for the Application of Intermediate Technology），世界卫生组织在1977年创立了“卫生适用技术项目”（Appropriate Technology for Health Program）。
当前，适用技术运动逐步正在走向衰落。但是，适用技术的许多基本理念已经用“可持续发展”的名义重新流行起来了，新的宗旨是呼吁选择使用那些满足人类需要的技术，同时为下一代保护生态环境。1983年，经济合作与发展组织对适用技术组织进行了广泛的调查，并以〈适用技术的世界〉（The World of Appropriate Technology）为名发布了调查结果。它把适用技术定义为具有如下特征的技术：“工作场所的单位投资成本低，单位产量的资金投资少，组织架构简单，高度适应特定的社会或文化环境，节约利用自然资源，最终产品的价格低，或者具有很大的就业潜力”。如今，它的网站把“统计学词汇表”当中“适用技术”的词条重定向到了“环境友好型技术”。联合国的“经济与社会发展索引”（Index to Economic and Social Development）也把“适用技术”的条目重定向到了“可持续发展”。 

## 应用案例

### 农业
本地生产肥料的传统途径是堆肥和沼气厂，两者都是适用技术。从20世纪40年代开始，印度已经发展出了基于牛粪的沼气厂，利用率比直接把牛粪当燃料或肥料更大，还有其他方面的好处（见下表）。
|                                               | 从煤当中年产23万吨 合成氮肥的大型工厂            | 每天通过厌氧微生物发酵出 5千立方英尺有机肥的农村沼气厂              |
| --------------------------------------------- | ------------------------------------------------ | ------------------------------------------------------------------- |
| 工厂数量                                      | 1                                                | 26150 （每个厂年产8.8吨，分散在使用肥料的农村）                     |
| 资金成本                                      | 12亿印度卢比 （而且进口原油价格 有可能快速上涨） | 10.7亿印度卢比 （每个厂4.1万印度卢比， 节省了运输、市场和广告开支） |
| 所需的外汇                                    | 6亿印度卢比                                      | 零                                                                  |
| 流动资产与销售收入比 （每吨氮肥4350印度卢比） | 1.20                                             | 1.07                                                                |
| 雇员人数                                      | 1000                                             | 130750（每个厂5人）                                                 |
| 能耗                                          | 每年费电1亿度                                    | 每年发电635亿度                                                     |

可是，再小的沼气厂也需要两头牛来提供牛粪，并要求大量资金，只有富裕的农场主才会去用。并且，印度的牛羊和沼气肥料技术都是私人所有的，牲畜的主人也是沼气厂的主人。由于厂主和地主们把牛粪都收集起来，这种适用技术反而使穷人的生活水平下降了。1966年，世界银行向印度提供农业贷款的条件，是要求印度政府完全改变既定政策，允许外国控制沼气厂并为它们提供垄断市场，从美国支配的油田购买石油原料。当沼气厂掌握在资本主义制度国家的大型企业手中时，这种早已困难重重的“适用技术”就进一步加剧了社会危机。班加罗尔的印度科学理工学院可持续技术中心（缩写ASTRA是梵语的“武器”之义）的创始人雷迪（A. K. N. Reddy）评价说，原本免费的牛粪获得了交换价值，无地农民就很难在路上捡到随处洒落的牛粪了。农民也无力购买沼气，这使得他们彻底失去了所有的燃料。
然而在中国，普及和推广的沼气技术却使得集体中的每个人都获得了不同程度的受益，这与科学技术的社会背景有关。

### 水和卫生
在适用技术中，如果制造肥皂所用的油是本地生产的，价钱将比那些在全国打广告的品牌肥皂便宜一半。可是这种肥皂却没有本地市场——因为买得起肥皂的人把肥皂当成奢侈品，情愿去买那些昂贵的品牌香皂。

### 交通运输
印度的1千3百万辆牛车是农村地区主要的交通工具。1976年12月23日，凡士通印度分公司的工厂主管弗吉斯博士（George T. Verghese）为牛车发布了带有两个硬质橡胶轮胎的钢制轮子，能够使运载能力提高50%。凡士通还特别提到说，轮胎将有助于减少碎石路面的损坏。不过，这种钢制轮子的价格高达1824印度卢比，而传统的木制轮子只有1150印度卢比。如果牛车被现代化了，贫农的状况就会严重恶化，农村里面制作轮子的人也将失业。在此之前，许多人早就给牛车的车轴改装上了橡胶轮胎，邓禄普也已经在出售牛车的充气轮胎。弗吉斯承认，跨国公司当时才引进这项“旧的”适用技术，是因为天然橡胶市场持续饱和，牛车的橡胶轮胎将为过剩的橡胶提供销路。

### 食物制作与储藏
印度过去的金属制品工艺很发达，但是在印度独立以后的20世纪60年代早期，传统的黄铜或不锈钢器具越来越昂贵，许多人改用铝。铝片很容易通过手工或简易机械来切割和塑形，是理想的小型工业。铝盘子主要卖给农村当地的工人。每投资8000印度卢比（£530），就能产生5份工作，这使政府获得了相当多的支持。可是，印度第二大实业家族贝拉家族是铝的供应厂商，它在其中看到了潜在的市场。它使用的阳极电镀铝比小型铝业出产的铝多了一层光泽，在六个月以内用锃亮的铝盘摧毁了铝器皿的小型工业。
印度的大多数食用油来自本地生长的花生和芥菜籽等种子，传统上由当地的榨油种姓（英語：Teli）负责。使用的是大的杵臼装置（ghani），两只小公牛像拉磨一样使杵旋转，来碾碎种子。残渣（油饼）还含有12%的油，被用来喂牲口。拥有政治权力的中介商总是控制了油料和食用油，他们囤积油并操纵市场，导致价格剧烈波动。20世纪50年代，油的出口政策推高了价格，能够榨得更多油的工艺随之产生。大型压碾机使油饼中只剩下6%的油，再由溶剂萃取技术把这6%的油都提取出来。本地的榨油人竞争不过他们，在60年代普遍失业，而穷人也失去了一种便宜的牲畜饲料。土布和乡村工业委员会开发了一种电动ghani设备，可以调节压榨的压力，使油饼中只剩下9%的油。印度管理研究所班加罗尔分校的一项研究考虑到创造就业和食物生产方面的好处，而强烈支持电ghani。可是，资本增殖的需求是每天用90万印度卢比生产出2.5吨油，所以资本将从三种系统中选择出利润最大的去处。榨油厂只需要14人，电ghani需要210人，牛ghani需要264人；榨油厂为每个雇工支付35700印度卢比，电ghani是1572印度卢比，牛ghani是1435印度卢比。最终，榨油厂给资本带来13%的回报，电ghani是7%，牛ghani是2%。于是，钱只会提供给一个榨油厂，通常并不会流向88个牛ghani和42个电ghani。只有油料种植者才会组成合作社去用电ghani来榨自己的油料，把利润从油料加工者手中拿过来。
印度的国家研究开发公司（NRDC）是把国有技术卖给私人公司的英国政府部门，它在自己的期刊《发明情报》（Invention Intelligence）中专门谈到，“群众技术”要减少不平等，升级而不是取代传统技术和技艺，使用可再生的本地原材料，实现废物和副产品的利用和循环。它宣称：适用技术就是让让生产技术和生产过程服从社会需求，在组织和管理上把上下游联合成生产系统。NRDC的一项技术是从娑羅樹种子里面提取油，由于其含油量较低，不能仅仅通过碾压来获取。于是，现代的溶剂萃取厂与娑罗树种植者之间的中介商获得了大部分利润：他们用1印度卢比买入种子，就能把加工出的油以12印度卢比卖出。NRDC的另一项技术是从花生中分离出蛋白质，由迈索尔的中央食品技术研究所开发。NRDC为印度第一大实业家族塔塔家族建于孟买的试验厂筹措资金。可是，塔塔把这种工艺用于昂贵的蛋白质饮品Milpro，只在城市销售，贫农根本买不起。

## 争议
雷迪（A. K. N. Reddy）认为，“适用技术”一词有歧义：在一个贫富分化的社会中，究竟什么技术是“适用”的，要看对于什么人群而言。适用技术即使具有中等的规模和资本密集程度，也仍然可能为富人的利益服务。技术在政治和经济的意义上并不是价值中性的、超阶级的工具元素，而是为了满足某些社会集团和统治阶级的利益需求，并对技术的使用者发生主动的引导作用。例如，印度的贫困就有其技术根源，采用这些技术而不是那些技术，都是为了维持精英的存在，并巩固和增进其利益。印度社会的二元分化严重：10%的上层精英（包括工厂主、商人、封建地主、政客、官僚、公务员、富农、科学家和工程师等专家、高级白领）消费了24%的财富，而60%的下层人民只消费了37%，5%的富人的总消费量（364亿印度卢比）比30%的穷人还多（350亿印度卢比）。这一困境的重要原因就在于，印度有丰富的人力且缺乏资本，那么少量资本就倾向于集中到城市的少数大工厂和相关行业部门，远离农村经济。结果是，西方发达国家通过4500多个国外合作协议引入了资本密集型技术和能源密集型技术，印度独立后的工业化过程也强烈依赖它们。其特征表现为减少劳动力、供应市场、鼓励个人消费、提高自动化程度、奢侈品的精巧程度和范围扩大。只要社会结构不变，那么这些模式特征也不会因为技术革新而消失。即使是技术的独立自主和本土化发展的呼声，也仅仅反映了国外的卖方公司和国内的买办受益人之间在利润瓜分上的冲突。
汉隆（Joseph Hanlon）考察了适用技术的产生背景。英国殖民者把印度当成原料输出地和工业产品输入地。这引发了独立运动。甘地要求去中心化的纺织品生产，因为机器仅仅是在帮助少数人骑在多数饥民的背上。印度独立以后的三十年间，曾经是外国援助机构所钟爱的经济瘫痪国家。然而，70年代的印度却变成了工业上的净出口国，食物和外汇都是过剩的。繁荣背后，却有40%的人缺乏食物。食物的相对过剩仅仅是因为国内市场的农民穷得买不起，于是被工厂主用于出口。究其原因，一方面，针对社会危机，印度政府转向了60%的人所居住的农村，去扶持低价建材、新型纤维、另类动物饲料等适用技术。政府专门为小型生产部门保留了177个项目，让设备投资不到£67000的农村小工业在贷款和原料配给上获得一定的优先权，解决了两千万人的就业，并设立土布和乡村工业委员会来保障失业人群的生活。同时，印度仍然欢迎外国的技术和投资。虽然殖民者丧失了统治权，可是跨国公司依然通过技术垄断或企业所有权控制了印度的工业，并使之高度集中于城市、使用尽可能少的劳动力。例如，颜色鲜艳的塑料桶代替了本地陶工做的罐子，PVC塑料鞋代替了制革匠的印度便鞋，机器制成的合成纤维服装代替了手工制成的印度土布。塑料鞋的价格尽管是皮革鞋的一半，却不适合炎热的天气，也不便于修补。两者的总花费其实差不多，农村没有真正受益，也没有提供工作岗位或减少不平等。塑料鞋只是靠广告才变得流行，却严重地打击了制革匠。可见，印度并不缺乏适用技术，问题在于技术并没有服从社会需求。技术的更替取决于大型企业的偏好，同一批剥削阶级依然能够使用新技术来继续剥削，这归根到底是关于生产与分配方式的控制权的社会政治问题。
哈里森（Paul Harrison）认为，适用技术运动实质上反而加重了第三世界国家对发达国家的依附和从属程度。布里奇斯托克（Martin Bridgstock）也评价说，如果资本主义的政府始终代表着极少数富人的根本利益，那么收入的再分配在政治上必定难以推行，失业问题的产生和适用技术的边缘化就不可避免。